# A Place to Bury Strangers
A Place to Bury Strangers (auch bekannt in der Kurzschreibweise APTBS) ist eine US-amerikanische Band aus New York City, die eine Mischung aus Noise-Rock und Shoegaze spielt. Die Gruppe ist berüchtigt für ihre sehr lauten und atmosphärisch intensiven Konzerte.

## Geschichte
Vor der Bandgründung bildete Sänger und Gitarrist Oliver Ackermann zusammen mit Paul Baker und John Fedowitz die Gruppe Skywave, die zwischen 1998 und 2004 drei Studioalben und mehrere EPs veröffentlichte. 2003 zog er von Fredericksburg nach Brooklyn, startete mit Death by Audio eine kleine Firma für Gitarreneffektpedale und begann mit A Place to Bury Strangers zu arbeiten. Nachdem der ursprüngliche Bassist Tim Gregorio und der Schlagzeuger Justin Avery die Band verlassen hatten, kamen Jonathan „Jono Mofo“ Smith (Bass) und Jason „Jay Space“ Weilmeister (Schlagzeug) hinzu. Das Trio nahm drei EPs in Eigenregie auf und erspielte sich bei ihren Shows bald den Ruf, „New Yorks lauteste Band“ zu sein. Als Support von The Jesus and Mary Chain konnte man auch mit einer der Gruppen auftreten, von denen sich A Place to Bury Strangers maßgeblich beeinflusst sehen.
2007 erschien das selbstbetitelte Debütalbum, das von der Presse positiv aufgenommen wurde. Nach einer gemeinsamen Tour mit Black Rebel Motorcycle Club gaben A Place to Bury Strangers 2008 einige Konzerte im Vorprogramm von Nine Inch Nails. 2009 nahm das Label Mute die Band unter Vertrag und veröffentlichte im selben Jahr das zweite Album Exploding Head. Einige Monate später verließ Jono Mofo die Gruppe vor einer geplanten Tour mit The Big Pink. Er wurde durch Dion Lunadon aus Neuseeland ersetzt, der auch aufgrund seines Mitwirkens bei der Band The D4 (dort unter dem Namen Dion Palmer) bekannt ist.
2012 fand ein erneuter Besetzungswechsel statt, als Robi Gonzalez für Jay Space das Schlagzeug übernahm. Kurz darauf erschien die EP Onwards to the Wall auf dem Label Dead Oceans, gefolgt von der Single You Are the One und dem dritten Album Worship. Im selben Jahr veröffentlichten A Place to Bury Strangers eine Split-Single mit Ceremony, der neuen Band von Paul Baker und John Fedowitz (die Baker inzwischen verlassen hat, er ist seitdem mit dem Projekt Static Daydream aktiv). 2013 kam die EP Strange Moon zum Record Store Day heraus, auf der nur Coverversionen von Songs der Gruppe Dead Moon enthalten sind. Im gleichen Zeitraum begannen die Aufnahmen für das vierte Album Transfixiation, das für Februar 2015 angekündigt wurde. Im selben Jahr beteiligte sich die Band an dem Musikprojekt Our First 100 Days, das in Opposition zur Wahl von Donald Trump stand.
Im Frühjahr 2018 erschien das fünfte Studioalbum Pinned, bei dem statt Robi Gonzalez nun Lia Simone Braswell am Schlagzeug saß. Im Herbst folgte das Remix-Album Re-Pinned. Anfang 2020 verließ Dion Lunadon die Gruppe, um sich fortan auf seine Solokarriere zu konzentrieren. Nachdem auch Braswell ausgestiegen war, gründete Ackermann sein eigenes Label DedStrange und reaktivierte die Zusammenarbeit mit John Fedowitz, der Ceremony mittlerweile mit seiner deutschen Frau Sandra Fedowitz betreibt. Beide komplettieren seit 2021 nun zudem auch das Line-up von APTBS. In dieser Besetzung entstand noch im selben Jahr die EP Hologram, gefolgt vom sechsten Album See Through You im Februar 2022.

## Diskografie

### Alben
- 2007: A Place to Bury Strangers
- 2009: Exploding Head
- 2012: Worship
- 2015: Transfixiation
- 2018: Pinned
- 2018: Re-Pinned (Remix-Album)
- 2022: See Through You
- 2023: See Through You ReRealized (Remix-Album)
- 2024: Synthesizer

### EPs
- 2010: Ego Death
- 2010: I've Lived My Life to Stand in the Shadow of Your Heart
- 2012: Onwards to the Wall
- 2013: Strange Moon
- 2019: Fuzz Club Sessions
- 2021: Hologram

### Singles
- 2008: To Fix the Gash in Your Head
- 2008: I Know I'll See You
- 2008: Missing You
- 2008: Breathe
- 2009: In Your Heart
- 2009: Keep Slipping Away
- 2012: You Are the One
- 2012: Burning Plastic (Split-Single mit Ceremony)
- 2012: And I'm Up
- 2013: Raiser
- 2015: Pretty Empire